# Minusmaßnahme
Eine Minusmaßnahme ist ein Rechtsbegriff, der in verschiedenen Teilen des Verwaltungsrechts Anwendung findet. Anwendungsgebiete sind das Polizei- und Ordnungsrecht, das Versammlungsrecht sowie das Gaststättenrecht.
Eine Minusmaßnahme stellt gegenüber der Maßnahme, zu der die Verwaltung nach der gesetzlichen Regelung in einer Eingriffsnorm beim Vorliegen bestimmter Voraussetzungen die Befugnis hat, einen minder schweren Eingriff dar. Beim polizeifesten Versammlungsrecht (einem grundrechtlichen Sonderrecht) stellt es die einzige Möglichkeit dar, neben den Maßnahmen, die sich direkt aus dem Versammlungsgesetz ergeben, auch andere polizeirechtliche Maßnahmen auszuüben. Mit der Minusmaßnahme übt die Verwaltung ihre Befugnis nicht voll aus, sondern bleibt mit einem "minus" (latein "weniger") zurück. Das ist aus Gründen der Verhältnismäßigkeit oder Grundrechtsachtung geboten, wenn ein schwerwiegenderer Eingriff zur Erreichung des von der Verwaltung verfolgten Zwecks (z. B. Auflösung einer Versammlung) nicht möglich, erforderlich oder angemessen ist.
Minusmaßnahmen finden besonders im Versammlungsrecht häufig Anwendung. Das Auflösen einer öffentlichen Versammlung oder eines Aufzuges stellt eine grundrechtsrelevante und stets eingriffsintensive Maßnahme dar. Hier kann als Minusmaßnahme anderes polizeiliches Handeln (das nicht im Versammlungsgesetz vorgesehen ist) auch angesichts der hohen Bedeutung des Art. 8 GG zum Zuge kommen, wenn z. B. eine (in § 15 Abs. 3 VersammlG vorgesehene) Auflösung unverhältnismäßig wäre. So kann zum Beispiel die Beschlagnahme von Transparenten, Fahnen usw. oder auch die Aufforderung, Springerstiefel in der Hand zu tragen oder abzulegen, als eine nicht gegen Art. 8 GG verstoßende Minusmaßnahme durchgeführt werden, wenn diese verhältnismäßig (geeignet, erforderlich und angemessen) sind. So können Minusmaßnahmen (Beschlagnahme, Verfügung, Aufforderung usw.) ein milderes Mittel zu einer unverhältnismäßigen Auflösung der Versammlung sein.